# Blindleia
Blindleia er den indre sejlrute mellem fastlandet og skærgården i Lillesand kommune i Agder fylke i Norge.
Blindleia starter i området ved Gamle Hellesund og Ulvøysund nær kommunegrænsen til Kristiansand og løber forbi centrum af Lillesand. Blindleia er et smult farvand, beskyttet af de mange øer, holme og skær mod hårdt vejr og grov sø fra Skagerrak.
Om sommeren er der travl trafik af både og mindre skibe i Blindleia.

## Ekstern henvisning
- Blindleiabilleder Arkiveret 6. juli 2013 hos  Wayback Machine
- Deltag på bådtur med motorbåden Øya Arkiveret 30. juni 2015 hos  Wayback Machine

58°11′14″N 8°17′39″Ø / 58.1873°N 8.2943°Ø